# Centro de Ciencias de Montreal
El centro de Ciencias de Montreal (en francés: Centre des sciences de Montréal) es un museo de la ciencia localizado en Montreal, Quebec, Canadá. Está situado en el muelle de King Edward, en el Viejo Puerto de Montreal. Fundado en 2000 y conocido originalmente como el Centro iSci, el museo cambió su nombre por el de Centro de Ciencias de Montreal en 2002.
El museo está gestionado por el Viejo Puerto de Montreal, una corporación de la corona del Gobierno de Canadá. El museo alberga exposiciones interactivas sobre ciencia y tecnología, así como un teatro IMAX.